# Cracoviana
La cracoviana fue un baile muy popular en Polonia, siendo originario de la ciudad de Cracovia. 
Tiene mucha analogía con la danza francesa del galop, pues se ejecuta, no dando vueltas como en el vals sino bailando en círculo y por muchas parejas que se suceden acompañadas de cantos. Bailándolas los caballeros hacen chocar sus botas con espuelas la una contra la otra y este ruido es su indispensable acompañamiento. El grande arte, y aquí es precisamente donde brilla la destreza del verdadero bailarín polaco, consiste en ejecutar los movimientos más excéntricos y más rápidos sin perder el aplomo ni despedazar la ropa de los danzadores. 
Lo que hay de original en esta danza, es que el pueblo, sobre todo en Cracovia, no la ejecuta jamás sin acompañarla de un canto improvisado por los mismos figurantes. Así, después de haber dado algunas vueltas, la primera pareja se para, impone silencio a la orquesta, y el primer caballero se apresura a improvisar una melodía. Cuando ha terminado una serie de modulaciones, vuelve a comenzar el baile y los danzadores repiten en coro las últimas palabras del improvisador. 
Esta costumbre de cantar bailando da mucha alegría a las reuniones donde se baila la cracoviana. Estos aires son siempre muy sencillos como todos los aires populares; las palabras son frecuentemente reminiscencias patrióticas y guerreras, en armonía con el espíritu del pueblo y algunas veces se dirigen a las personas presentes y entonces la alegría sube de punto. He aquí la traducción de una cuarteta de una de estas canciones populares:
No hay más que una Polonia, no hay más que una Varsovia y que una Cracovia y aquí se encuentran los placeres y las diversiones; aquí están los caballeros bien puestos y bien peinados. ¡Qué placer causa verlos! Dime, pobre alemán, ¿conoces tú a Cracovia y al fiero polaco? Cuando se pone su magnífico capote y su bello cinturón bordado, su sable corvo suena en su costado y hace temblar al moscovita, etc.
Cantando y bailando, el caballero tiene la costumbre de interrumpir su improvisación para dirigirse a su bella y animarla al baile y al placer: Ddna, moza, ddna (baila, mi bella, baila), son las palabras con que terminan siempre las estrofas y que comúnmente repite el coro como refrán.